# 著作権の登録制度
日本の著作権法には数種類の著作権の登録制度（ちょさくけんのとうろくせいど）が規定されている。そもそも日本法上、著作物を創作するとすぐに何の手続を経る必要もなく著作権を享有できるとされており（著作権法第17条2項、無方式主義）、著作権の登録制度も、権利発生のための手続ではない。一方で特許権や商標権は出願から審査を経て登録されて初めて権利が発生するが（特許法66条1項、商標法18条1項）、これは著作権との大きな違いである。
登録をしなくても権利が発生するのにもかかわらず著作権に登録制度が存在する理由は、
- 創作日などの事実関係を証明しやすくするため
- 著作権の移転などの権利変動を公示するため

などである。
登録をすることにより、著作者や第一年月日、創作日が推定される。また権利変動は登録しなければ第三者に対抗できない。
- 著作権法は、以下で条数のみ記載する。

## 著作権登録の法的効果

### 著作者の推定効
プログラムの著作物を例にとって考える。
X社が創作し、著作権を有するプログラムAがY社によって無断複製されたとして、X社がY社を相手取って著作権（複製権）侵害訴訟を提起したときに、請求が認められるためには、原告X社は「プログラムAの著作物の著作権を有すること」と「被告Y社がプログラムAを複製していること」を少なくとも立証しなければならない。
そして「プログラムAの著作物の著作権が存在すること」の立証のためにはプログラムAをどのような内容でいつ創作したかということを明らかにする必要があるが、簡単に書き換えられるというプログラムの特性上、その証明は容易ではないし、世間に公表していないプログラムに関してはなおさら困難である。
このとき、もしもX社がAについて創作年月日の登録をしておけば、この証明の問題はかなり容易になる。
まず、プログラムの著作物は後述の通り、登録の際にその著作物の複製物を提出する必要があるため、これにより登録時のAの内容が明らかになる。そして登録をすることによって、「登録されている年月日にAが創作されたのだろう」ということが推定（反証がされない限り、そのように取り扱われる）されるので、X社はこの点について立証する必要がない。
このように、登録をすると推定効が働くため、事実関係の証明が容易になるというメリットがある。
ただし、著作権法は特許法とは異なり、権利の取得について先願主義を採用していないため、X社がY社より先にプログラムAを創作していることについて登録により推定されたとしても、プログラムAを内容とする著作権を独占することはできない。
また、著作権侵害といえるためには、侵害著作物と被侵害著作物とが、類似するだけではなく、侵害著作物が被侵害著作物の内容に依拠することが必要であるため（ワンレイニー・ナイト・イン・トーキョー事件判決）、X社はさらにY社がAに依拠して複製物を作成したことを更に立証しなければならない。仮にY社が開発したプログラムが、プログラムAと同一内容のものであったとしても、Y社がAに依拠して開発したのでなければ、Y社が別個に著作権を取得することになる。

### 第三者対抗要件
著作権の譲渡は、当事者間の譲渡契約の締結のみでその効力が発生するが、登録をしなければ第三者に対抗することができない（77条1号）。たとえば、著作権者AがBに著作権Xを譲渡したが、その登録がされていないものとする。このとき、AからBへの著作権Xの譲渡は、第三者であるCに対抗できないため（77条1号）、Cとの関係では、著作権Xは依然としてAに帰属している。したがって、AからCへの著作権Xの譲渡も、当事者AとCの間では有効となる。この場合、著作権XはBとCに二重譲渡されたことになるが、仮にCの著作権Xについて登録がされた場合、Cに対する著作権Xの譲渡はBに対して対抗力を有するようになり、CはBに対して著作権Xを主張できるようになる。
したがって、著作権を譲渡された者は、それを登録しなければ、後続の第三者に権利を奪われる可能性がある。譲渡契約の先後は問われない。

## 各種の登録制度
著作権法では以下の登録制度が規定されている。

### 実名の登録
詳しくは実名の登録を参照。無名または変名で著作物を公表した場合、その著作物の著作権は公表後70年の経過をもって消滅する（52条1項）。しかし、その期間内に著作者が実名を登録すると、著作権は、保護期間の原則どおり著作者の死後70年まで存続する（52条2項2号）。著作者の存命中における実名の登録は、著作権の保護期間の実質的な延長効果をもつことになる。

### 第一発行年月日等の登録
著作物の第一発行年月日か第一公表年月日の登録をすることができる。これにより、登録された年月日に最初の発行又は公表があったものと推定される（76条）。
登録を行えるのは著作権者か無名又は変名の著作物の発行者。次の創作年月日の登録と異なり、期間の制限はない。

### 創作年月日の登録
プログラムの著作物について、その創作年月日の登録をすることができる。これにより、登録された年月日に創作があったものと推定される（76条の2）。
登録を行えるのは著作者のみで、公表されていない場合でも登録することが可能。ただし、創作後6ヶ月を経過するとこの登録は行えない（同条1項但書）。これは、実際の創作日よりも過去にさかのぼって登録をすることでこの制度が悪用されるおそれがあるためである。

### 著作権の登録
「著作権の移転又は処分の制限」と「著作権を目的とする質権の設定、移転、変更若しくは消滅又は処分の制限」については、登録しなければ第三者に対抗できない（77条）。
このような権利移転の登録が行われることにより、誰が権利者であるのかということが明確になり、取引の安全に資することになる。不動産登記と似た性格をもっている。

### 著作隣接権の登録
著作隣接権の登録について著作権の登録の規定が準用される（104条）。

### 出版権の登録
「出版権の設定、移転、変更若しくは消滅又は処分の制限」と「出版権を目的とする質権の設定、移転、変更若しくは消滅又は処分の制限」については、登録しなければ第三者に対抗できない（88条）。

## 登録手続
これらの登録は文化庁長官が著作権登録原簿（著作隣接権登録原簿・出版権登録原簿）に記載して行われ、このうち実名の登録についてはその旨官報で告示される。そして、誰でも登録原簿の閲覧等を請求することができる（78条1項乃至3項）。
審査は形式的な書面上のものであり、著作物の内容などは審査されない。したがって、これらの登録には公信力はないとされている。
登録は自身で行うことも可能だが、書類作成を自分で行うには一定の知識が必要であるため、著作権相談員としての研修を受講し、効果測定に合格した行政書士などに依頼して、申請手続を代理してもらう方法もある。

## プログラムの著作物の登録に関する特例
プログラムの著作物に関しては、その特殊な性質上、他の著作物とは異なった特例が規定されている（78条の2）。他の著作物であれば登録の際にその著作物の概要を記載すれば足りるが、プログラムの著作物の登録をするためには、「プログラムの著作物に係る登録の特例に関する法律」第3条によれば、当該著作物の複製物を提出しなければならない。また、他の著作物の登録事務は文化庁著作権課で行われるのに対し、プログラムの著作物の登録事務は財団法人ソフトウェア情報センターにおいて行われる。

## 発明の保護
発明（技術的思想）は特許権や実用新案権による保護は与えられるが、著作権による保護の対象にはならない。このため、発明の内容を記した著作物（論文や設計書など）について著作権の登録を行っても、その発明を独占できるわけではない。
発明を完成させたが、特許権や実用新案権の取得までは不要であり、同一の発明を完成させた他者に権利が取得されることを阻止すれば十分であると判断される場合には、発明の内容を公開技報（発明協会発行）に掲載登録することは有効である。